# Комар, Ярослав Владимирович
	Яросла́в Влади́мирович Кома́р (укр. Ярослав Володимирович Комар; род. 11 ноября 1981, Житомир) — украинский футболист, игравший на позиции полузащитника

## Биография
Воспитанник житомирского футбола, первый тренер — Иосиф Штефуца. Начинал карьеру в клубе «Налоговая академия» из Ирпеня, выступавшем в любительском чемпионате Украины, где провёл 2 сезона. В 1999 году, в составе сборной Украины среди любителей, возглавляемой Павлом Яковенко и Юрием Ковалем, завоевал бронзовые награды чемпионата Европы. В том же году подписал контракт с профессиональным клубом — киевской «Оболонью-ПВО», однако выступал только за вторую команду «пивоваров» во второй лиге. В 2000 году стал игроком клуба высшего дивизиона чемпионата Украины — кировоградской «Звезды», главным тренером которой вскоре стал Коваль. Дебютировал в высшей лиге 26 мая 2000 года, после первого тайма домашней игры против киевского ЦСКА заменив Вадима Зайца. Всего в первом сезоне в высшей лиге появлялся на поле 5 раз, больше времени проводя в Звезде-2. Остался в команде, после её понижения в классе, отыграв за «Звезду» ещё полгода в первой лиге. Доиграл сезон 2000/01 в золочевском «Соколе»
Следующий чемпионат начал в сумском «Фрунзенце», в составе которого провёл хороший год, появляясь на поле в большинстве матчей. По окончании сезона «Фрунзенец» был расформирован и Комар стал игроком другого сумского клуба — «Спартака», за который выступал на протяжении полугода. В 2003 году вернулся в «Звезду», в которой стал победителем первой лиги. На следующий год отыграл 1 матч в элитном дивизионе, а в зимнее межсезонье покинул кировоградский клуб, вернувшись в родной Житомир, в состав «Полесья». Затем перешёл в луганскую «Зарю», возглавляемую Юрием Ковалем. Луганчане в том году выиграли бронзовые награды первой лиги, однако Комар перешёл в стан «Освиты» из Бородянки, отыграв за «Зарю» половину сезона. После этого выступал за ряд клубов второй лиги, нигде не задерживаясь дольше, чем на полгода, пока в 2007 году не вернулся в первую лигу, подписав контракт с хмельницким «Подольем». Летом 2007 года клуб был расформирован, однако вместо неё была сформирована команда «Подолье-Хмельницкий», игроком которой и стал Комар. Последнюю игру на профессиональном уровне провёл в 2008 году, в составе «Энергетика» из Бурштына. По окончании выступлений играл за любительские коллективы.

## Достижения
- Победитель первой лиги Украины: 2002/03